# 베이비 붐 은하
베이비 붐 은하(영어: Baby Boom Galaxy)는 육분의자리에 있는 폭발적 항성생성 은하이다. NASA의 스피처 과학 센터가 캘리포니아주 학회 기술로 발견하였으며, 이 은하는 가장 밝은 폭발적 항성생성 은하로 주목을 받았다. 이 은하에서는 우리 은하에서 연간 10개가 태어나는 데 비하여 400배인 약 4,000여 개의 별이 태어난다. 한편 안드로메다 은하는 우리 은하에 비하여 적은 수의 별이 태어나며 평균 1~2개 정도이다. 은하좌표는 236.4979 +42.4241이다.

## 은하의 발견
베이비 붐 은하의 발견은 2008년에 발견되었으며, 미국 항공 우주국(NASA)의 허블 우주 망원경과 하와이의 마우나케아 산 꼭대기에 있는 일본의 스바루 망원경에서 발견하였다. 관측 결과, 거의 눈에 띄지 않았고, 아주 먼 거리에 있었다. 게다가 하와이의 마우나케아 산 위에 있는 스피처 우주 망원경과 제임스 클라크 맥스웰 망원경에서 이 은하를 다시 발견하였다. 그리고 이 은하를 제각기 정식으로 발견하였다고 하였다.

## 이상한 형태와 현상을 일으키는 신비의 은하
베이비 붐 은하는 폭발적 항성생성 은하였는데, 그것은 우리 은하가 연간 10개의 별이 태어나는 데 비하여 400배나 되는 4,000여개의 별이 태어나기 때문에 그러하였다. 이 정도 수준은 이 은하가 성장하여 지금까지 발견된 가장 거대한 은하로 성장하는 데 걸리는 시간이 5,000만 년에 불과함을 시사한다. 그리고 다른 은하와 베이비 붐 은하의 형태를 비교해 보았는데, 다른 은하에 비해 베이비 붐 은하는 완전히 다른 형태를 띠고 있었다. 이 은하는 다른 은하에 비해 빅뱅 직후에 생성되어 14억 년 정도 지속되었으며, 평균적으로 다른 은하에 비해 새로운 형태로 되었다. 그래서인지 은하단에 속해 있으면서도 불구하고 매우 작다.